# Marcel Niat Njifenji
Marcel Niat Njifenji, né le 26 octobre 1934 à Bangangté, est un homme politique camerounais. Il est ingénieur et fut directeur de société publique, ministre, député, maire, agriculteur et promoteur de festival,.
Il est président du Sénat depuis 2013. Deuxième personnalité de la République, il dirigerait le pays en cas de vacance à la présidence, comme le prévoit la constitution,.

## Biographie
« Une personnalité très charismatique, [...] un homme posé et puissant, qui sait apprécier la compétence et l'efficacité et s’appuyer sur ses collaborateurs en accordant une large délégation de pouvoirs »

— Mémoires qu'un haut fonctionnaire affecté auprès de Marcel Niat Njifenji, alors vice-Premier ministre et Directeur de la SONEL, gardera de 18 mois de collaboration

### Origines et études
Marcel Niat Njifenji est né le 26 octobre 1934 à Bangangté dans la région de l’Ouest. Son père, infirmier fonctionnaire, et sa mère, agricultrice, sont tous deux originaires de Bangangté.
Il fait ses études primaires et secondaires à Bangangté jusqu’à 13 ans. Après le cours secondaire (devenu Collège classique et moderne mixte) et le Lycée général Leclerc de Yaoundé où, en 1954, il est lauréat du concours général de France et de l’Union française en histoire géographie. Il obtient son baccalauréat (mathématiques élémentaires) en 1955.
En France, il obtient une licence en sciences physiques et mathématiques à la Faculté des Sciences de Clermont-Ferrand. Puis le diplôme d’ingénieur de Supélec. Il fait partie de la première vague retour d'étudiants camerounais allés étudier à l'étranger.

### Carrière civile et publique

#### Ingénieur des ponts et chaussées
De retour au Cameroun, il est intégré dans la fonction publique le 31 décembre 1960, au grade d’ingénieur des ponts et chaussées et des services techniques de l’État.
Détaché le 6 décembre 1962 à l’Énergie Électrique du Cameroun (ENELCAM), il est responsable du Bureau d’Études et à ce titre participe aux travaux de construction du barrage hydroélectrique d’Édéa III.
À la création de la Société d’Électricité du Cameroun (EDC) en 1965, il est nommé chef du service Études et Travaux Neufs. À ce poste de 1965 à 1972, seront étudiés et réalisés sous sa conduite les premiers ouvrages de transport, de répartition et de distribution de l’énergie électrique et l’amorce de l’électrification rurale avec des techniques et des matériaux adaptés au contexte local.

#### Directeur de la SONEL
Le 1er janvier 1973, il est nommé directeur général adjoint de l’EDC après avoir assumé quelque temps les fonctions d’attaché au directeur général chargé des études et de la programmation.
De mai 1974 à avril 1984 et de septembre 1989 à juillet 2001, il est directeur général de la SONEL (Société nationale d’électricité du Cameroun), société qu’il a créée sous les directives du Président de la République du Cameroun en fusionnant les sociétés préexistantes dans le pays : ENELCAM, EDC et POWERCAM.
Ainsi, à ces différents titres, il établit une programmation de l’électrification du Cameroun sur la base d'études du potentiel hydroélectrique, et des exigences de développement de la consommation et des objectifs du gouvernement.[réf. nécessaire]
Dans ce cadre, il participe à la réalisation d’importants ouvrages tels :
- Les barrage de Bamendjing et barrage de Bakaou[réf. souhaitée]
- Le renforcement de la centrale électrique d’Edéa et la construction de la centrale hydroélectrique de Song Loulou. Garga Haman Hadji, alors directeur financier de la Sonel, dira que Niat prend seul la décision de doubler le nombre de turbines de la centrale de Song Loulou, réduisant ainsi les futurs délestages d'électricité[13].
- Les réseaux de transport THT du Sud (RIS)[réf. souhaitée]
- La Centrale hydroélectrique de Lagdo construite par la coopération chinoise sur les études d’avant-projet de la SONEL,[réf. souhaitée]
- Les réseaux de transport HT du Nord, de Ngaoundéré-Garoua-Maroua.[réf. souhaitée]
- L’électrification de plus de 2000 villes et villages du pays.[réf. souhaitée]

Il quitte la direction générale de la SONEL en juillet 2001 et est remplacé par Mark. E. Miller, délégué par le groupe AES ayant racheté la SONEL.

#### Ministre
Le 7 septembre 1990, Marcel Niat Njifenji fait sa première entrée au gouvernement comme ministre du Plan et de l’Aménagement du territoire. Il cumule avec les fonctions de directeur général de la SONEL, poste qu’il occupe jusqu’au 26 avril 1991.
Le 9 avril 1992, il est nommé vice-Premier ministre chargé des Mines, de l’Eau et de l’Énergie en gardant ses fonctions de Directeur Général de la SONEL.

### Incarcération et relaxe
Après la tentative de coup d'État du 6 avril 1984, il est arrêté le 17 avril 1984-[réf. souhaitée] et incarcéré à la prison centrale de Kondengui à Yaoundé. Il demande à ses codétenus de lui lire la Bible. Issa Tchiroma Bakary, qui deviendra plus tard ministre de la République, la lui lira intégralement,. Il sera relâché 8 mois plus tard, le 8 décembre 1984, aucune charge n'étant retenue contre lui[réf. souhaitée].

### Carrière politique

#### Député, maire
Élu député du RDPC dans le Ndé en 1992, il quitte son mandat de député pour continuer à exercer ses fonctions de directeur général de la SONEL qu'il cumule avec sa fonction de vice-Premier ministre. Membre du comité central du RDPC, il est maire de la commune de Bangangté de 2002 à 2007,.

#### Sénateur et président du Sénat
À l'issue de la victoire du RDPC aux élections sénatoriales de 2013. Il est nommé sénateur du Cameroun le 8 mai,,, avant d'être élu président du Sénat le 12 juin suivant avec 86 voix sur 100,,. Il se fait réélire le 27 mars à la présidence du Sénat, malgré la tenue à venir d'une nouvelle élection après la prestation de serment des membres de la nouvelle législature élus quelques semaines plus tôt,. Il est ainsi réelu le 19 avril par 97 voix pour, un vote nul et deux abstentions. Il est réélu le 22 mars 2024 par 91 voix pour 4 nul.

### Distinctions et décorations
- Grand cordon de l’ordre du mérite[réf. souhaitée]
- Grand Officier de l’ordre de la Valeur[réf. souhaitée]
- Médaille d’honneur du travail en argent, vermeil et or[réf. souhaitée]
- Commandeur de l’ordre de l’Araignée (Bamoun)[réf. souhaitée]

### Vie associative
Marcel Niat Njifenji est membre fondateur et coordonnateur sur plusieurs années du Kum Ntsi, et membre fondateur du CERCLE[réf. souhaitée], ainsi que des "Club du 26"[réf. souhaitée] et "Club du 5"[réf. souhaitée].

## Détails des mandats et fonctions

### Mandats parlementaires
- Depuis 2013 : Président du Sénat
- 1992 : Député RDPC de l'Ouest

### Mandat local
- 2002 - 2007 : maire de Bangangté